# Constantia (voilier)
La Constantia est une goélette suédoise, à coque bois, construite en 1908 sur le chantier naval de Niels Hansen sur l'île d'Ærø au Danemark.
Acquise depuis 1995, par la Fondation Solnaship de Stockholm, elle participe aux différentes Tall Ships' Races organisés par la Sail Training International, en classe B. 
Son immatriculation de voile est TS-S 599.

## Histoire
La goélette, à son lancement, a été principalement utilisée pour le cabotage sous le nom de Minde, transportant le charbon de Szczecin en Pologne vers Copenhague, et du fret sur la côte scandinave durant 8 ans. Elle change plusieurs fois de propriétaires, de nom et de pays en continuant le cabotage sur les côtes scandinaves.
En 1988, elle est rebaptisée Constantia et bénéficie d'une première restauration.
En 1995, la Fondation Solnaship créée près de Stockholm achète le navire pour l'utiliser comme navire-école. Il est restauré de nouveau pour devenir un véritable voilier de croisière. Le but de la fondation est l'apprentissage de la voile traditionnelle pour les jeunes, au moyen de croisières, et de participations aux rassemblements maritimes comme les Tall Ships' Races.
Il participe à Brest 2008 et à la Tall Ships Races 2013 en mer Baltique.